# Erioptera distincta
Erioptera distincta är en tvåvingeart som beskrevs av Alexander 1912. Erioptera distincta ingår i släktet Erioptera och familjen småharkrankar. Inga underarter finns listade i Catalogue of Life.